# Renault Alaskan
La Renault Alaskan è un veicolo pick-up prodotto e commercializzato a partire dal 2017 dalla casa automobilistica francese Renault. 

## Descrizione
La vettura è stata anticipata da una concept car presentata nel 2015 ad un evento stampa svoltosi a Parigi, per poi debuttare in pubblico al Salone dell'automobile di Francoforte. La versione definitiva è stata presentata in anteprima in Colombia nel luglio 2016.
Il veicolo condivide la piattaforma, la meccanica e i motori con la quarta generazione della Nissan Navara e con la Mercedes-Benz Classe X (che è uscito di produzione nel 2020).
All'89º Salone dell'automobile di Ginevra nel marzo 2019, è stato presentato un'edizione speciale a tiratura limitata chiamata Ice Edition. Ad aprile dello stesso anno viene sottoposta a un profondo restyling.

## Motorizzazioni
| Modello     | Produzione             | Motore | Cilindrata (cm³) | Potenza massima (CV/rpm) | Coppia massima (Nm/rpm) | Velocità max (km/h) | 0–100 km/h (secondi) | Consumo medio (l/100 km) |
| 2.3 dCi 160 | dal 09/2017 al 01/2021 | M9T    | 2298             | 160                      | 403                     | 172                 | 12,0                 | 6,3                      |
| 2.3 dCi 190 | dal 09/2017            | M9T    | 2298             | 190                      | 450                     | 184                 | 10,8                 | 6,3                      |